# Striježevica (Bresztovác)
Striježevica falu Horvátországban Pozsega-Szlavónia megyében. Közigazgatásilag Bresztováchoz tartozik.

## Fekvése
Pozsegától légvonalban 20, közúton 27 km-re északnyugatra, községközpontjától légvonalban 16, közúton 21 km-re északra, Szlavónia középső részén, a Papuk-hegység területén, a Szalatnokot Pozsegával összekötő 69-es számú főút és a Brzaja-patak mentén fekszik.

## Története
A határában fekvő „Gromele” nevű régészeti lelőhely leletei alapján itt már az ókorban is éltek emberek. A régészeti lelőhely az azonos nevű magaslaton fekszik, ahol művelés közben már korábban is kerültek elő tégla és cseréptöredékek, vakolatdarabok és megmunkált kövek. A terület szakszerű bejárása során már kőfalak maradványait, faragott köveket, tetőcserepeket, freskódarabokat is találtak. A leletek egy a római korban itt állt villagazdaságra utalnak, melynek kiterjedésére és korára csak egy régészeti feltárás adhat választ.
Striježevica település már a középkorban is létezett, a közeli Kővár uradalmához tartozott. 1306-ban, 1369-ben, 1370-ben, 1435-ben és 1488-ban is említik. Eredeti neve „Crkvenik” volt, mely nevet nemcsak a településre, hanem Kővár környékére és a Brzaja-patak (a középkorban „Cherkvenig”) akkor még sűrűn lakott vidékére is használták. A név a szláv „crkva” (templom, egyház) főnévből ered és minden bizonnyal először 1334-ben említett középkori templomára és plébániájára utal. A mai település a török uralom idején keletkezett Boszniából érkezett pravoszláv vlachok betelepülésével. 1698-ban már „Sztrisevicza” néven 4 portával szerepel a török uralom alól felszabadított szlavóniai települések összeírásában.
Az első katonai felmérés térképén „Dorf Stresevicza” néven találjuk. Lipszky János 1808-ban Budán kiadott repertóriumában „Sztresevicza” néven szerepel. Nagy Lajos 1829-ben kiadott művében „Sztresevicza” néven összesen 12 házzal, 100 ortodox vallású lakossal találjuk. 1857-ben 86, 1910-ben 166 lakosa volt. 1910-ben a népszámlálás adatai szerint lakosságának 97%-a szerb anyanyelvű volt. Pozsega vármegye Pozsegai járásának része volt. Iskoláját 1886-ban nyitották meg. Az első világháború után 1918-ban az új szerb-horvát-szlovén állam, majd később (1929-ben) Jugoszlávia része lett. A második világháború idején 1942-ben és 1943-ban súlyos harcok zajlottak itt, végül az egész vidék a partizánok ellenőrzése alá került. 1991-ben teljes lakossága szerb nemzetiségű volt. A délszláv háború során 1991 októberének elején foglalták el a JNA banjalukai hadtestének csapatai. A horvát hadsereg 123. pozsegai dandárjának egységei az Orkan ’91 hadművelet során 1991. december 16-án foglalták vissza. A szerb lakosság elmenekült. 2011-ben 9 állandó lakosa volt.

## Lakossága
| Lakosság változása | Lakosság változása | Lakosság változása | Lakosság változása | Lakosság változása | Lakosság változása | Lakosság változása | Lakosság változása | Lakosság változása | Lakosság változása | Lakosság változása | Lakosság változása | Lakosság változása | Lakosság változása | Lakosság változása | Lakosság változása |
| ------------------ | ------------------ | ------------------ | ------------------ | ------------------ | ------------------ | ------------------ | ------------------ | ------------------ | ------------------ | ------------------ | ------------------ | ------------------ | ------------------ | ------------------ | ------------------ |
| 1857               | 1869               | 1880               | 1890               | 1900               | 1910               | 1921               | 1931               | 1948               | 1953               | 1961               | 1971               | 1981               | 1991               | 2001               | 2011               |
| 86                 | 102                | 100                | 92                 | 137                | 166                | 153                | 171                | 102                | 134                | 151                | 124                | 101                | 88                 | 7                  | 9                  |

## Nevezetességei
Szent Illés próféta tiszteletére szentelt pravoszláv temploma 1774-ben épült. 1941-ben az usztasák rombolták le. A templomot többször próbálták újjáépíteni, de csak az 1980-as években sikerült egy valamivel kisebb templom alapjait lerakni. A hívek ezt szeretnék most felépítni. A leendő új templom helyén egy fakereszt áll, ahol minden évben Illés próféta ünnepén ma is összegyűlnek az emberek. A kereszten elhelyezett Szent Illés ikont a pozsegai Bruno Horvat ajándékozta és Đorđe Teodorović pakráci parókus szentelte fel.